# Menexenus schlingeri
Menexenus schlingeri är en tvåvingeart som beskrevs av Artigas 1982. Menexenus schlingeri ingår i släktet Menexenus och familjen rovflugor. Inga underarter finns listade i Catalogue of Life.